# John L. Burton
John Lowell Burton (ur. 15 grudnia 1932 w Cincinnati) – amerykański polityk, członek Partii Demokratycznej.

## Działalność polityczna
Od 1965 zasiadał w Zgromadzeniu Stanowym Kalifornii. Następnie od 4 lipca 1974 do 3 stycznia 1975 był przedstawicielem 6. okręgu, a od 3 stycznia 1975 do 3 stycznia 1983 przez cztery kadencje był przedstawicielem 5. okręgu wyborczego w stanie Kalifornia w Izbie Reprezentantów Stanów Zjednoczonych. Od 1988 do 1996 ponownie zasiadał w Zgromadzeniu Stanowym Kalifornii, a następnie do 2004 w Senacie stanu Kalifornia.
Jego starszym bratem był Phillip Burton.